# Camptotypus olynthius
Camptotypus olynthius är en stekelart som först beskrevs av Cameron 1899.  Camptotypus olynthius ingår i släktet Camptotypus och familjen brokparasitsteklar. Inga underarter finns listade.